# Лазур
„Лазур“ e жилищен комплекс на черноморския град Бургас. Той се намира в близост до Морската градина. Граница между ж.к. „Лазур“ и съседния ж.к. „Братя Миладинови“, както и с центъра на града е булевард „Демокрация“. По време на социализма, кварталът се е наричал Толбухин.
В квартала има множество жилищни блокове – както ниски четириетажни, така и едни от най-високите в града 19-етажни блокове. В комплекса се намира и един от най-известните в архитектурно отношение жилищни блокове в цяла България – блокът с номер 77, познат с народното си име „Краставицата“ (заради специфичната си вълнообразна форма, която обаче е оценена от бургазлии откъм зеленчуковите достойнства). В квартала има изградени много съвременни сгради, като също се строят най-вече луксозни кооперации и офис сгради. Типичен пример за луксозна жилищна и офис сграда с гледка към морето е „Флора Панорама“.
В „Лазур“ се намират много хранителни и нехранителни магазини и заведения, както и такива от типа бързо хранене.
Комплекс „Лазур“ е и в близост до центъра на град Бургас. Близостта на комплекса до морето, до магазини, детски градини и училища, както и до Бургаския свободен университет го прави привлекателен за живеене. Това определя и малко по-високите цени на жилищата в „Лазур“ спрямо другите комплекси в Бургас.
В ж.к. „Лазур“ на ул. „Копривщица“ 10 са разположени Профилирана гимназия за чужди езици „Васил Левски“, съкратено ПГЧЕ „Васил Левски“ (по-известна в града като Руската гимназия) и ОУ „П. К. Яворов“. В жилищния комплекс се намира и хотел „АКВА“, а в близост до него се намира и най-големия стадион в Бургас – стадион „Лазур“ и баскетболна зала „Нефтохимик“.

## Транспорт
Комплексът се обслужва от 7 автобусни линии и 1 тролейбусна линия: Б11, Б12, 11, 12, 15, 3, 6 и тролейбусна линия Т2.